# 24 Heures de Daytona 1988
Navigation
Édition précédente Édition suivante
Les 24 Heures de Daytona 1988 (officiellement appelé le 1988 Sunbank Daytona 24 Hours ), disputées sur les 30 janvier 1988 et 31 janvier 1988 sur le Daytona International Speedway sont la vingt-sixième édition de cette épreuve, la vingt-deuxième sur un format de vingt-quatre heures, et la première manche du Championnat IMSA GT 1988.

## Engagés
La liste officielle des engagés était composée de 82 voitures. 79 ont participé aux essais dont 24 en GTP, 20 en GTP Lights, 21 en GTO et 14 en GTU.

## Course
Voici le classement provisoire au terme de la course,,.
- Les vainqueurs de chaque catégorie sont signalés par un fond jauni.
- Pour la colonne Pneus, il faut passer le curseur au-dessus du modèle pour connaître le manufacturier de pneumatiques.

| Pos. | Classe | N° | Écurie                                        | Pilotes                                                                    | Châssis                                | Pneus | Tours | Temps                 |
| Pos. | Classe | N° | Écurie                                        | Pilotes                                                                    | Moteur                                 | Pneus | Tours | Temps                 |
| ---- | ------ | -- | --------------------------------------------- | -------------------------------------------------------------------------- | -------------------------------------- | ----- | ----- | --------------------- |
| 1    | GTP    | 60 | Castrol Jaguar Racing (Tom Walkinshaw Racing) | Martin Brundle Raul Boesel John Nielsen                                    | Jaguar XJR-9                           | D     | 728   | 24 h 00 min 34 s 940  |
| 1    | GTP    | 60 | Castrol Jaguar Racing (Tom Walkinshaw Racing) | Martin Brundle Raul Boesel John Nielsen                                    | Jaguar 6,0 l V12 Atmo                  | D     | 728   | 24 h 00 min 34 s 940  |
| 2    | GTP    | 67 | Uniroyal Goodrich ( Busby Racing)             | Bob Wollek Mauro Baldi Brian Redman                                        | Porsche 962                            | BF    | 727   | + 1 tour              |
| 2    | GTP    | 67 | Uniroyal Goodrich ( Busby Racing)             | Bob Wollek Mauro Baldi Brian Redman                                        | Porsche Type 962/72 3,0 l Flat-6 Turbo | BF    | 727   | + 1 tour              |
| 3    | GTP    | 66 | Castrol Jaguar Racing (Tom Walkinshaw Racing) | Eddie Cheever John Watson Johnny Dumfries                                  | Jaguar XJR-9                           | D     | 713   | + 15 tours            |
| 3    | GTP    | 66 | Castrol Jaguar Racing (Tom Walkinshaw Racing) | Eddie Cheever John Watson Johnny Dumfries                                  | Jaguar 6,0 l V12 Atmo                  | D     | 713   | + 15 tours            |
| 4    | GTP    | 86 | Bayside Motorsport                            | Hans-Joachim Stuck Klaus Ludwig Sarel van der Merwe                        | Porsche 962                            | G     | 694   | + 34 tours            |
| 4    | GTP    | 86 | Bayside Motorsport                            | Hans-Joachim Stuck Klaus Ludwig Sarel van der Merwe                        | Porsche Type 962/72 3,0 l Flat-6 Turbo | G     | 694   | + 34 tours            |
| 5    | GTP    | 15 | Kalagian Racing                               | Jim Rothbarth Bernard Jourdain (en) Michel Jourdain Sr. (en) Rob Stevens   | Porsche 962                            | G     | 680   | + 48 tours            |
| 5    | GTP    | 15 | Kalagian Racing                               | Jim Rothbarth Bernard Jourdain (en) Michel Jourdain Sr. (en) Rob Stevens   | Porsche Type 962/72 3,0 l Flat-6 Turbo | G     | 680   | + 48 tours            |
| 6    | GTP    | 1  | Copenhagen (en) - A. J. Foyt Racing           | A. J. Foyt Al Unser Jr. Elliot Forbes-Robinson                             | Porsche 962                            | G     | 675   | + 53 tours            |
| 6    | GTP    | 1  | Copenhagen (en) - A. J. Foyt Racing           | A. J. Foyt Al Unser Jr. Elliot Forbes-Robinson                             | Porsche Type 962/72 3,0 l Flat-6 Turbo | G     | 675   | + 53 tours            |
| 7    | GTP    | 14 | Holbert Racing                                | Al Holbert Chip Robinson Derek Bell                                        | Porsche 962                            | G     | 660   | Moteur                |
| 7    | GTP    | 14 | Holbert Racing                                | Al Holbert Chip Robinson Derek Bell                                        | Porsche Type 962/72 3,0 l Flat-6 Turbo | G     | 660   | Moteur                |
| 8    | GTP    | 09 | Jiffy Lube Firebird                           | Steve Durst Mike Brockman (de) Bob Earl Gary Belcher (de)                  | Spice SE86CL                           | G     | 651   | Boite de vitesse      |
| 8    | GTP    | 09 | Jiffy Lube Firebird                           | Steve Durst Mike Brockman (de) Bob Earl Gary Belcher (de)                  | Pontiac 4,5 l V6 Atmo                  | G     | 651   | Boite de vitesse      |
| 9    | GTP    | 16 | Dyson Racing                                  | Price Cobb James Weaver Rob Dyson (en) Vern Schuppan                       | Porsche 962                            | G     | 638   | + 90 tours            |
| 9    | GTP    | 16 | Dyson Racing                                  | Price Cobb James Weaver Rob Dyson (en) Vern Schuppan                       | Porsche Type 962/72 3,0 l Flat-6 Turbo | G     | 638   | + 90 tours            |
| 10   | GTO    | 11 | Roush Racing                                  | Scott Pruett Paul Miller Bobby Akin Pete Halsmer                           | Merkur XR4Ti (en)                      | G     | 634   | + 94 tours            |
| 10   | GTO    | 11 | Roush Racing                                  | Scott Pruett Paul Miller Bobby Akin Pete Halsmer                           | Ford 6,0 l V8 Atmo                     | G     | 634   | + 94 tours            |
| 11   | GTO    | 03 | Skoal Bandit Racing                           | Buz McCall Paul Dallenbach Max Jones Jack Baldwin                          | Chevrolet Camaro                       | G     | 634   | + 94 tours            |
| 11   | GTO    | 03 | Skoal Bandit Racing                           | Buz McCall Paul Dallenbach Max Jones Jack Baldwin                          | Chevrolet 5,7 l V8 Atmo                | G     | 634   | + 94 tours            |
| 12   | Lights | 9  | Essex Racing Service                          | David Simpson Tom Hessert David Loring                                     | Tiga GT286                             | G     | 617   | + 111 tours           |
| 12   | Lights | 9  | Essex Racing Service                          | David Simpson Tom Hessert David Loring                                     | Chevrolet 3,0 l V6 Atmo                | G     | 617   | + 111 tours           |
| 13   | Lights | 63 | Downing/Atlanta                               | Howard Katz Hiro Matsushita Jim Downing                                    | Argo JM19                              | G     | 615   | + 113 tours           |
| 13   | Lights | 63 | Downing/Atlanta                               | Howard Katz Hiro Matsushita Jim Downing                                    | Mazda 13B 1,3 l 2-Rotor                | G     | 615   | + 113 tours           |
| 14   | Lights | 55 | Huffaker Racing                               | Terry Visger Paul Lewis Jon Woodner                                        | Spice SE86CL                           | F     | 599   | + 129 tours           |
| 14   | Lights | 55 | Huffaker Racing                               | Terry Visger Paul Lewis Jon Woodner                                        | Pontiac 3,0 l I4 Atmo                  | F     | 599   | + 129 tours           |
| 15   | GTU    | 71 | Team Highball                                 | Amos Johnson Dennis Shaw Bob Lazier                                        | Mazda RX-7                             |       | 598   | + 130 tours           |
| 15   | GTU    | 71 | Team Highball                                 | Amos Johnson Dennis Shaw Bob Lazier                                        | Mazda 13B 1,3 l 2-Rotor                |       | 598   | + 130 tours           |
| 16   | GTO    | 38 | Mandeville Auto Tech                          | Roger Mandeville Kelly Marsh Don Marsh                                     | Mazda RX-7                             | Y     | 597   | + 131 tours           |
| 16   | GTO    | 38 | Mandeville Auto Tech                          | Roger Mandeville Kelly Marsh Don Marsh                                     | Mazda 1,9 l 3-Rotor                    | Y     | 597   | + 131 tours           |
| 17   | GTU    | 04 | SP Racing                                     | Gary Auberlen Adrian Gang Cary Eisenlohr Bill Auberlen                     | Porsche 911 Carrera RSR                |       | 586   | + 142 tours           |
| 17   | GTU    | 04 | SP Racing                                     | Gary Auberlen Adrian Gang Cary Eisenlohr Bill Auberlen                     | Porsche Flat-6 Atmo                    |       | 586   | + 142 tours           |
| 18   | GTU    | 89 | 901 Racing                                    | Peter Uria Jack Refenning Larry Figaro Rusty Scott                         | Porsche 911 Carrera RSR                |       | 577   | + 151 tours           |
| 18   | GTU    | 89 | 901 Racing                                    | Peter Uria Jack Refenning Larry Figaro Rusty Scott                         | Porsche Flat-6 Atmo                    |       | 577   | + 151 tours           |
| 19   | GTU    | 47 | Cumberland Valley Racing                      | Richard Oakley Matt Mnich Doug Mills                                       | Mazda RX-7                             | F     | 573   | + 155 tours           |
| 19   | GTU    | 47 | Cumberland Valley Racing                      | Richard Oakley Matt Mnich Doug Mills                                       | Mazda 13B 1,3 l 2-Rotor                | F     | 573   | + 155 tours           |
| 20   | GTO    | 33 | Roush Racing                                  | Andy Petery Les Delano Craig Carter                                        | Mercury Capri (en)                     |       | 568   | + 160tours            |
| 20   | GTO    | 33 | Roush Racing                                  | Andy Petery Les Delano Craig Carter                                        | Ford 6,0 l V8 Atmo                     |       | 568   | + 160tours            |
| 21   | Lights | 01 | AT&T Spice Engineering                        | Don Bell Charles Morgan Costas Los                                         | Spice SE87L                            | G     | 566   | Incendie              |
| 21   | Lights | 01 | AT&T Spice Engineering                        | Don Bell Charles Morgan Costas Los                                         | Pontiac 3,0 l I4 Atmo                  | G     | 566   | Incendie              |
| 22   | Lights | 19 | Essex Racing Service                          | Ron McKay Bill Jacobson Jim Brown                                          | Tiga GT286                             |       | 557   | + 171 tours           |
| 22   | Lights | 19 | Essex Racing Service                          | Ron McKay Bill Jacobson Jim Brown                                          | Mazda 13B 1,3 l 2-Rotor                |       | 557   | + 171 tours           |
| 23   | Lights | 42 | Lamas Motor Racing                            | Jack Newsum Howard Cherry Tim McAdam John Higgins                          | Fabcar CL                              | G     | 554   | + 174 tours           |
| 23   | Lights | 42 | Lamas Motor Racing                            | Jack Newsum Howard Cherry Tim McAdam John Higgins                          | Porsche Type 901 3,0 l Flat-6 Atmo     | G     | 554   | + 174 tours           |
| 24   | GTU    | 95 | Leitzinger Racing                             | Bob Leitzinger Chuck Kurtz Butch Leitzinger                                | Nissan 300ZX                           | G     | 541   | + 187 tours           |
| 24   | GTU    | 95 | Leitzinger Racing                             | Bob Leitzinger Chuck Kurtz Butch Leitzinger                                | Nissan VG30E V6 3,0 l Atmo             | G     | 541   | + 187 tours           |
| 25   | GTO    | 68 | Greg Walker Racing                            | Greg Walker King Smith Scott Lagasse                                       | Chevrolet Corvette                     | G     | 527   | + 201 tours           |
| 25   | GTO    | 68 | Greg Walker Racing                            | Greg Walker King Smith Scott Lagasse                                       | Chevrolet 5,8 l V8 Atmo                | G     | 527   | + 201 tours           |
| 26   | GTP    | 61 | Castrol Jaguar Racing (Tom Walkinshaw Racing) | Davy Jones Danny Sullivan Jan Lammers                                      | Jaguar XJR-9                           | D     | 512   | Surchauffe            |
| 26   | GTP    | 61 | Castrol Jaguar Racing (Tom Walkinshaw Racing) | Davy Jones Danny Sullivan Jan Lammers                                      | Jaguar 6,0 l V12 Atmo                  | D     | 512   | Surchauffe            |
| 27   | Lights | 80 | Gaston Andrey Racing                          | Martino Finotto Pietro Silva Guido Dacco                                   | Alba AR6                               |       | 506   | + 222 tours           |
| 27   | Lights | 80 | Gaston Andrey Racing                          | Martino Finotto Pietro Silva Guido Dacco                                   | Ferrari 308 3,0 l V8 Atmo              |       | 506   | + 222 tours           |
| 28   | GTO    | 99 | All American Racers                           | Willy T. Ribbs Rocky Moran Juan-Manuel Fangio II                           | Toyota Celica Turbo                    | G     | 502   | Moteur                |
| 28   | GTO    | 99 | All American Racers                           | Willy T. Ribbs Rocky Moran Juan-Manuel Fangio II                           | Toyota 2,1 l I4 Turbo                  | G     | 502   | Moteur                |
| 29   | Lights | 36 | Erie Scientific                               | John Grooms Tom Bagley John Fergus Frank Jellinek                          | Argo JM16                              |       | 496   | Moteur                |
| 29   | Lights | 36 | Erie Scientific                               | John Grooms Tom Bagley John Fergus Frank Jellinek                          | Mazda 1,3 l 2-Rotor                    |       | 496   | Moteur                |
| 30   | GTO    | 18 | Jack Lewis Enterprises                        | Bob Beasley Steve Volk Jack Lewis                                          | Porsche 911 Carrera RSR                |       | 490   | Moteur                |
| 30   | GTO    | 18 | Jack Lewis Enterprises                        | Bob Beasley Steve Volk Jack Lewis                                          | Porsche Flat-6 Atmo                    |       | 490   | Moteur                |
| 31   | GTO    | 84 | Car Enterprises                               | Bill Wesel Craig Rubright Garrett Jenkins                                  | Chevrolet Camaro                       |       | 479   | Incendie              |
| 31   | GTO    | 84 | Car Enterprises                               | Bill Wesel Craig Rubright Garrett Jenkins                                  | Chevrolet 5,7 l V8 Atmo                |       | 479   | Incendie              |
| 32   | GTO    | 5  | Polyvoltac/Protofab                           | Tommy Archer Chip Mead Bill Adam                                           | Chevrolet Corvette                     | G     | 467   | Moteur                |
| 32   | GTO    | 5  | Polyvoltac/Protofab                           | Tommy Archer Chip Mead Bill Adam                                           | Chevrolet 5,8 l V8 Atmo                | G     | 467   | Moteur                |
| 33   | GTU    | 56 | Escort Porsche                                | Karl Durkheimer Monte Shelton Jim Torres Nort Northam                      | Porsche 911 Carrera RSR                | G     | 455   | + 273 tours           |
| 33   | GTU    | 56 | Escort Porsche                                | Karl Durkheimer Monte Shelton Jim Torres Nort Northam                      | Porsche Flat-6 Atmo                    | G     | 455   | + 273 tours           |
| 34   | GTU    | 75 | CCR                                           | Bart Kendall Johnny Unser Tom Frank                                        | Mazda RX-7                             | F     | 446   | Incendie              |
| 34   | GTU    | 75 | CCR                                           | Bart Kendall Johnny Unser Tom Frank                                        | Mazda 13B 1,3 l 2-Rotor                | F     | 446   | Incendie              |
| 35   | GTU    | 17 | Al Bacon Performance                          | Al Bacon Bob Reed John Hogdal                                              | Mazda RX-7                             | F     | 445   | + 283 tours           |
| 35   | GTU    | 17 | Al Bacon Performance                          | Al Bacon Bob Reed John Hogdal                                              | Mazda 13B 1,3 l 2-Rotor                | F     | 445   | + 283 tours           |
| 36   | GTP    | 7  | Tom Milner Racing                             | Bruce Jenner Scott \| G Arie Luyendyk Tom Gloy Calvin Fish Thomas Schwietz | Ford Mustang Probe                     | D     | 418   | Moteur                |
| 36   | GTP    | 7  | Tom Milner Racing                             | Bruce Jenner Scott \| G Arie Luyendyk Tom Gloy Calvin Fish Thomas Schwietz | Ford Zakspeed 2,1 l I4 Turbo           | D     | 418   | Moteur                |
| 37   | GTO    | 98 | All American Racers                           | Chris Cord Dennis Aase Steve Millen                                        | Toyota Celica Turbo                    | G     | 416   | Moteur                |
| 37   | GTO    | 98 | All American Racers                           | Chris Cord Dennis Aase Steve Millen                                        | Toyota 2,1 l I4 Turbo                  | G     | 416   | Moteur                |
| 38   | GTO    | 92 | Puleo Racing                                  | Steve Zwiren Mark Montgomery Anthony Puleo                                 | Pontiac Firebird                       | G     | 402   | + 326 tours           |
| 38   | GTO    | 92 | Puleo Racing                                  | Steve Zwiren Mark Montgomery Anthony Puleo                                 | Pontiac V6 Atmo                        | G     | 402   | + 326 tours           |
| 39   | GTO    | 2  | Polyvoltac/Protofab                           | Greg Pickett John Jones Tommy Riggins                                      | Chevrolet Corvette                     | G     | 398   | Moteur                |
| 39   | GTO    | 2  | Polyvoltac/Protofab                           | Greg Pickett John Jones Tommy Riggins                                      | Chevrolet 5,8 l V8 Atmo                | G     | 398   | Moteur                |
| 40   | GTO    | 76 | CCR                                           | John Morton Parnelli Jones P. J. Jones                                     | Mazda RX-7                             | F     | 389   | Accident              |
| 40   | GTO    | 76 | CCR                                           | John Morton Parnelli Jones P. J. Jones                                     | Mazda 1,9 l 3-Rotor                    | F     | 389   | Accident              |
| 41   | GTO    | 6  | Roush Racing                                  | Kenper Miller Bobby Akin Paul Gentilozzi                                   | Merkur XR4Ti (en)                      | G     | 388   | Incendie              |
| 41   | GTO    | 6  | Roush Racing                                  | Kenper Miller Bobby Akin Paul Gentilozzi                                   | Ford 2,5 l I4 Turbo                    | G     | 388   | Incendie              |
| 42   | Lights | 23 | Motion Promotion                              | George Petrilak Rex McDaniel Bruce MacInnes                                | Argo JM16                              |       | 379   | Moteur                |
| 42   | Lights | 23 | Motion Promotion                              | George Petrilak Rex McDaniel Bruce MacInnes                                | Buick 3,0 l V6 Atmo                    |       | 379   | Moteur                |
| 43   | Lights | 4  | S & L Racing                                  | Jim Miller Linda Ludemann Scott Schubot                                    | Spice SE88P                            |       | 369   | Moteur                |
| 43   | Lights | 4  | S & L Racing                                  | Jim Miller Linda Ludemann Scott Schubot                                    | Buick 3,0 l V6 Atmo                    |       | 369   | Moteur                |
| 44   | GTO    | 22 | Roush Racing                                  | Mark Martin Lyn St. James Deborah Gregg Pete Halsmer                       | Mercury Capri (en)                     | G     | 349   | Accident              |
| 44   | GTO    | 22 | Roush Racing                                  | Mark Martin Lyn St. James Deborah Gregg Pete Halsmer                       | Ford 6,0 l V8 Atmo                     | G     | 349   | Accident              |
| 45   | GTO    | 81 | Sentry Bank Equipment                         | Ken Bupp Jack Boxstrom Kent Painter Guy Church                             | Chevrolet Camaro                       |       | 345   | Moteur                |
| 45   | GTO    | 81 | Sentry Bank Equipment                         | Ken Bupp Jack Boxstrom Kent Painter Guy Church                             | Chevrolet 5,7 l V8 Atmo                |       | 345   | Moteur                |
| 46   | GTP    | 72 | Roy Baker Racing                              | Mike Allison Stephen Hynes Chris Ashmore                                   | Tiga GC286                             |       | 329   | Boite de vitesses     |
| 46   | GTP    | 72 | Roy Baker Racing                              | Mike Allison Stephen Hynes Chris Ashmore                                   | Ford Cosworth DFL 3,3 l V8 Atmo        |       | 329   | Boite de vitesses     |
| 47   | Lights | 35 | Diman Racing                                  | Mandy Gonzalez Skip Winfree Manuel Villa John Schneider                    | Royale RP40                            |       | 302   | Suspension            |
| 47   | Lights | 35 | Diman Racing                                  | Mandy Gonzalez Skip Winfree Manuel Villa John Schneider                    | Porsche 3,0 l Flat-6Atmo               |       | 302   | Suspension            |
| 48   | Lights | 79 | Winters/Whitehall                             | Skeeter McKitterick Bill Koll Tom Winters Claude Ballot-Léna Mario Hytten  | Spice SE87L                            |       | 297   | Moteur                |
| 48   | Lights | 79 | Winters/Whitehall                             | Skeeter McKitterick Bill Koll Tom Winters Claude Ballot-Léna Mario Hytten  | Pontiac 3,0 l I4 Atmo                  |       | 297   | Moteur                |
| 49   | GTU    | 51 | Mardi Gras Racing                             | Colin Richard Rene Azcona Bob Copeman                                      | Porsche 911 Carrera RSR                |       | 278   | + 450 tours           |
| 49   | GTU    | 51 | Mardi Gras Racing                             | Colin Richard Rene Azcona Bob Copeman                                      | Porsche Flat-6 Atmo                    |       | 278   | + 450 tours           |
| 50   | GTP    | 3  | Brun Motorsport - Torno                       | Oscar Larrauri Gianfranco Brancatelli Massimo Sigala                       | Porsche 962                            | Y     | 277   | Moteur                |
| 50   | GTP    | 3  | Brun Motorsport - Torno                       | Oscar Larrauri Gianfranco Brancatelli Massimo Sigala                       | Porsche Type 962/72 3,0 l Flat-6 Turbo | Y     | 277   | Moteur                |
| 51   | GTO    | 39 | HRG Associates                                | Bob Hebert Paul Reisman Andy Strasser                                      | Pontiac Firebird                       |       | 269   | + 459 tours           |
| 51   | GTO    | 39 | HRG Associates                                | Bob Hebert Paul Reisman Andy Strasser                                      | Pontiac V6 Atmo                        |       | 269   | + 459 tours           |
| 52   | GTU    | 82 | Apenn Inn                                     | Dick Greer Mike Mees John Finger                                           | Mazda RX-7                             | Y     | 243   | Moteur                |
| 52   | GTU    | 82 | Apenn Inn                                     | Dick Greer Mike Mees John Finger                                           | Mazda 13B 1,3 l 2-Rotor                | Y     | 243   | Moteur                |
| 53   | GTP    | 31 | Buick Momo March                              | Steve Phillips Jeff Andretti Michael Roe                                   | March 86G                              | G     | 213   | Moteur                |
| 53   | GTP    | 31 | Buick Momo March                              | Steve Phillips Jeff Andretti Michael Roe                                   | Buick 4,5 l V6 Atmo                    | G     | 213   | Moteur                |
| 54   | Lights | 06 | Brown Racing                                  | Ron Nelson Bobby Brown Billy Hagen Sterling Marlin                         | Tiga GT286                             |       | 165   | Moteur                |
| 54   | Lights | 06 | Brown Racing                                  | Ron Nelson Bobby Brown Billy Hagen Sterling Marlin                         | Buick 3,0 l V6 Atmo                    |       | 165   | Moteur                |
| 55   | GTO    | 29 | Overbagh Motor Racing                         | Oma Kimbrough Hoyt Overbagh Chris Gennone David Kicak                      | Chevrolet Camaro                       | G     | 165   | Moteur                |
| 55   | GTO    | 29 | Overbagh Motor Racing                         | Oma Kimbrough Hoyt Overbagh Chris Gennone David Kicak                      | Chevrolet 5,7 l V8 Atmo                | G     | 165   | Moteur                |
| 56   | Lights | 58 | Gary Wonzer                                   | Jonathan Green Joseph Hamilton Bill Bean Gary Wonzer                       | Lola T616                              | H     | 151   | Moteur                |
| 56   | Lights | 58 | Gary Wonzer                                   | Jonathan Green Joseph Hamilton Bill Bean Gary Wonzer                       | Mazda 13B 1,3 l 2-Rotor                | H     | 151   | Moteur                |
| 57   | GTU    | 28 | Florida Fixtures                              | Russ Church Daniel Urrutia E. J. Generotti Dennis Vitolo                   | Mazda RX-7                             |       | 150   | Moteur                |
| 57   | GTU    | 28 | Florida Fixtures                              | Russ Church Daniel Urrutia E. J. Generotti Dennis Vitolo                   | Mazda 13B 1,3 l 2-Rotor                |       | 150   | Moteur                |
| 58   | Lights | 27 | MSB Racing                                    | Dave Cowart Jim Fowells Ray Mummery Mike Meyer                             | Argo JM19                              |       | 146   | Arbre de transmission |
| 58   | Lights | 27 | MSB Racing                                    | Dave Cowart Jim Fowells Ray Mummery Mike Meyer                             | Mazda 13B 1,3 l 2-Rotor                |       | 146   | Arbre de transmission |
| 59   | Lights | 88 | Transact, Inc.                                | Steve Johnson Bob Strait Geoff Nicol                                       | Argo JM19 B                            | G     | 132   | Moteur                |
| 59   | Lights | 88 | Transact, Inc.                                | Steve Johnson Bob Strait Geoff Nicol                                       | Ferrari 3,0 l V8 Atmo                  | G     | 132   | Moteur                |
| 60   | Lights | 40 | Gaston Andrey Racing                          | Angelo Pallavicini Paolo Guatamacchi Uli Bieri Tommy Johnson               | Alba AR2 (de)                          |       | 126   | Accident              |
| 60   | Lights | 40 | Gaston Andrey Racing                          | Angelo Pallavicini Paolo Guatamacchi Uli Bieri Tommy Johnson               | Ferrari 308 3,0 l V8 Atmo              |       | 126   | Accident              |
| 61   | GTP    | 44 | Group 44                                      | Bob Tullius Whitney Ganz Hurley Haywood                                    | Jaguar XJR-7                           | G     | 122   | Surchauffe            |
| 61   | GTP    | 44 | Group 44                                      | Bob Tullius Whitney Ganz Hurley Haywood                                    | Jaguar 6,5 l V12 Atmo                  | G     | 122   | Surchauffe            |
| 62   | GTO    | 12 | Bobby Allison Racing                          | Bobby Allison Clifford Allison Dick Danielson                              | Buick Somerset                         | G     | 104   | Moteur                |
| 62   | GTO    | 12 | Bobby Allison Racing                          | Bobby Allison Clifford Allison Dick Danielson                              | Buick 5,1 l V8 Atmo                    | G     | 104   | Moteur                |
| 63   | GTP    | 10 | Hotchkis Racing Inc.                          | Jim Adams John Hotchkis, Jr. John Hotchkis                                 | Porsche 962                            | G     | 98    | Accident              |
| 63   | GTP    | 10 | Hotchkis Racing Inc.                          | Jim Adams John Hotchkis, Jr. John Hotchkis                                 | Porsche Type 962/72 3,0 l Flat-6 Turbo | G     | 98    | Accident              |
| 64   | GTP    | 05 | ADA Engineering                               | Wayne Taylor Ian Harrower Ian Flux Stanley Dickens                         | ADA 03                                 |       | 88    | Problèmes électriques |
| 64   | GTP    | 05 | ADA Engineering                               | Wayne Taylor Ian Harrower Ian Flux Stanley Dickens                         | Ford Cosworth DFV 3,0 l V8 Atmo        |       | 88    | Problèmes électriques |
| 65   | GTU    | 08 | Simms-Romano Enterprises                      | Steve Burgner Paul Romano Bill Colom Jeff Green                            | Mazda RX-7                             | F     | 87    | Moteur                |
| 65   | GTU    | 08 | Simms-Romano Enterprises                      | Steve Burgner Paul Romano Bill Colom Jeff Green                            | Mazda 13B 1,3 l 2-Rotor                | F     | 87    | Moteur                |
| 66   | Lights | 48 | Lamas Motor Racing                            | Charles Monk Perry King Lorenzo Lamas                                      | Fabcar CL                              | G     | 80    | Accident              |
| 66   | Lights | 48 | Lamas Motor Racing                            | Charles Monk Perry King Lorenzo Lamas                                      | Porsche Type 901 3,0 l Flat-6 Atmo     | G     | 80    | Accident              |
| 67   | GTP    | 24 | Briody Racing                                 | John McComb Jim Briody Bob Nagel                                           | March 84G                              |       | 80    | + 648 tours           |
| 67   | GTP    | 24 | Briody Racing                                 | John McComb Jim Briody Bob Nagel                                           | Buick 3,0 l V6 Turbo                   |       | 80    | + 648 tours           |
| 68   | Lights | 97 | Winters/Whitehall                             | Claude Ballot-Léna Jean-Louis Ricci Olindo Iacobelli                       | Spice SE88P                            | G     | 77    | Accident              |
| 68   | Lights | 97 | Winters/Whitehall                             | Claude Ballot-Léna Jean-Louis Ricci Olindo Iacobelli                       | Pontiac 3,0 l I4 Atmo                  | G     | 77    | Accident              |
| 69   | GTP    | 21 | John Wood Racing                              | Brent O'Neill John Wood David Rocha                                        | Alba AR5                               | G     | 68    | Boite de vietesses    |
| 69   | GTP    | 21 | John Wood Racing                              | Brent O'Neill John Wood David Rocha                                        | Buick V6 Atmo                          | G     | 68    | Boite de vietesses    |
| 70   | GTU    | 53 | Team Shelby                                   | Tim Evans Jack Broomall Garth Ullom Neil Hanneman                          | Dodge Daytona                          |       | 66    | Accident              |
| 70   | GTU    | 53 | Team Shelby                                   | Tim Evans Jack Broomall Garth Ullom Neil Hanneman                          | Dodge 2,2 l I4 Atmo                    |       | 66    | Accident              |
| 71   | GTU    | 00 | Full-Time Racing                              | Kal Showket Dorsey Schroeder Phil Currin                                   | Dodge Daytona                          | G     | 62    | Tête à queue          |
| 71   | GTU    | 00 | Full-Time Racing                              | Kal Showket Dorsey Schroeder Phil Currin                                   | Dodge 2,2 l I4 Atmo                    | G     | 62    | Tête à queue          |
| 72   | GTP    | 96 | URD Junior Team                               | Phil Mahre Hellmut Mundas Steve Mahre                                      | URD C82                                | A     | 60    | Accident              |
| 72   | GTP    | 96 | URD Junior Team                               | Phil Mahre Hellmut Mundas Steve Mahre                                      | BMW M88/1 3,5 l I6 Atmo                | A     | 60    | Accident              |
| 73   | GTP    | 20 | Data-Gas                                      | Richard McDill Tom Juckette Bill McDill                                    | March 84G                              |       | 54    | Suspension            |
| 73   | GTP    | 20 | Data-Gas                                      | Richard McDill Tom Juckette Bill McDill                                    | Pontiac                                |       | 54    | Suspension            |
| 74   | GTP    | 30 | Buick Momo March                              | Michael Roe Gianpiero Moretti Paolo Barilla                                | March 86G                              |       | 39    | Système d'huile       |
| 74   | GTP    | 30 | Buick Momo March                              | Michael Roe Gianpiero Moretti Paolo Barilla                                | Buick 4,5 l V6 Atmo                    |       | 39    | Système d'huile       |
| 75   | GTO    | 94 | Ash Tisdelle                                  | Rusty Bond Ash Tisdelle Lance Van Every                                    | Chevrolet Camaro                       |       | 18    | Moteur                |
| 75   | GTO    | 94 | Ash Tisdelle                                  | Rusty Bond Ash Tisdelle Lance Van Every                                    | Chevrolet 5,7 l V8 Atmo                |       | 18    | Moteur                |

## Pole position et record du tour
- Pole position :  Mauro Baldi (#67 Uniroyal Goodrich) en 1 min 38 s 917
- Meilleur tour en course :  Price Cobb (#16 Dyson Racing) en 1 min 41 s 693